# Inna Palacios
Inna Palacios, née le 8 février 1994 à Manille aux Philippines, est une footballeuse internationale philippine qui joue au poste de gardienne de but au Kaya FC.

## Biographie
Inna Palacios naît le 8 février 1994 à Manille, aux Philippines. Elle commence à jouer au football à l'âge de quatre ans.

### En club
Palacios fréquente le Colegio de San Agustin-Makati et remporte au moins 5 prix MVP et quelques tournois avec l'équipe de football de son école. Elle commence à jouer pour l'équipe de son école à l'âge de neuf ans. Avant de jouer en tant que gardienne, elle jouait en tant qu'attaquante, ailière et défenseure.
Palacios décide d'étudier à l'université de La Salle et de jouer pour leur équipe universitaire. Elle est repérée par l'entraîneur de La Salle, Hans Smit, lors de son passage en équipe nationale en 2012. Elle est également repérée par les entraîneurs de l'université Ateneo de Manila et de l'université des Philippines.
Lors de sa première année avec De La Salle, Palacios doit faire face à plusieurs problèmes qui l'amène à presque abandonner le football : le décès de sa grand-mère alors qu'elle était à l'étranger pour jouer avec l'équipe nationale et la récupération d'une blessure récurrente. Smit permet à Palacios de récupérer physiquement et émotionnellement et lui permet de retrouver la forme. La Philippine s'impose comme la gardienne titulaire de son équipe universitaire et reçoit le prix de la meilleure gardienne lors de la saison 75 et de l'UAAP saison 77 de l'UAAP qui se sont respectivement terminées en 2013 et 2015,. Elle inscrit un but lors de son dernier match pour De La Salle.

### En sélection
En 2007, à l'âge de 13 ans, elle est appelée à jouer pour l'équipe des Philippines des moins de 16 ans. Elle est ensuite appelée à rejoindre l'équipe nationale senior en tant que remplaçante qui participe à un tournoi amical à Hong Kong et participe également au championnat féminin de l'AFF 2012. Elle joue également pour les moins de 19 ans lors des éliminatoires du championnat féminin des moins de 19 ans de l'AFC 2013.
Palacios est membre régulière de l'équipe des Philippines. Elle aide les Philippines à se qualifier pour la Coupe d'Asie 2018, avec notamment un match nul crucial contre Bahreïn (1-1), mais ne dispute aucun match lors du tournoi continental proprement dit, car Rabah Benlarbi, qui était engagé pour diriger l'équipe nationale uniquement lors du tournoi, préfère aligner une autre gardienne. Elle joue de nouveau pour l'équipe nationale lors des éliminatoires asiatiques pour les Jeux olympiques d'été de 2020, où les Philippines passent le premier tour.
Elle fait partie de l'équipe des Philippines qui participe à la Coupe d'Asie 2022 en Inde. La joueuse est incluse dans l'équipe qui dispute le match historique des quarts de finale contre Taipei chinois, qui se solde par une séance de tirs au but après un match nul 1-1. L‘équipe termine sa campagne par une défaite 0-2 contre la Corée du Sud en demi-finale. En conséquence, les Philippines sont qualifiées pour la première fois de leur histoire pour une Coupe du monde.

## Palmarès
Équipe des Philippines
- Jeux d'Asie du Sud-Est (1) :
  - Troisième : 2021.
- Championnat d'Asie du Sud-Est (1) :
  - Vainqueure : 2022.